# Premier ministre de Hongrie
Le Premier ministre de Hongrie (en hongrois : Magyarország miniszterelnöke, « ministre-président ») hongrois) est le chef du gouvernement de Hongrie depuis la chute du communisme, en 1990. Le pays ayant adopté un régime parlementaire, le Premier ministre détient la grande majorité du pouvoir exécutif.
L'actuel Premier ministre est, depuis le 29 mai 2010, le national-conservateur Viktor Orbán.

## Nomination
Le Premier ministre est élu par l'Assemblée nationale, sur proposition du président de la République. Le candidat doit alors recueillir la majorité des voix. Au cours de ce vote, les députés se prononcent également sur le programme du gouvernement. Si aucun candidat n'a été élu dans un délai de quarante jours après la première proposition, le chef de l'État prononce la dissolution de l'Assemblée.
Une fois le gouvernement constitué, l'ensemble de ses membres prête serment devant les députés.
Bien que la Constitution ne contraigne en rien le président, dans la pratique ce dernier désigne toujours le candidat choisi par la majorité parlementaire, qui n'est pas forcément le chef du parti majoritaire.

## Pouvoirs
Il convoque et préside les différentes réunions du gouvernement, assure l'exécution du programme gouvernemental et veille à ce que les décrets et résolutions du gouvernement soient appliqués. C'est d'ailleurs à lui qu'il revient de les signer.
Il propose au président de la République la nomination des ministres, et contresigne ses décisions, à l'exception de la fixation de la date des élections, des référendums, l'initiative présidentielle de convoquer un référendum ou de participer aux séances parlementaires. Il est toutefois consulté par lui avant toute décision de dissolution de l'Assemblée.
Dans le cas d'une situation de crise, il est chargé, avec le président de l'Assemblée nationale et le président de la Cour constitutionnelle, de constater la nécessité, pour le chef de l'État, d'instaurer l'état de siège, d'exception ou d'urgence, à condition que l'Assemblée se trouve empêchée de le faire elle-même, ce que ces trois autorités doivent également constater. Si l'état d'exception est proclamé, un conseil de défense national est mis en place, dont le Premier ministre fait partie.
Il peut également poser la question de confiance aux députés, qui peut concerner l'adoption d'un projet de loi.

## Fin de mandat
Classiquement, son mandat prend fin en cas de décès, démission ou ouverture d'une nouvelle législature. S'il perd son droit de vote, qu'une incompatibilité est établie à son encontre, ou qu'il ne remporte pas un vote de confiance, ses fonctions prennent fin.

### Censure constructive
En vertu de l'article 39A de la Constitution de 1949 révisée, l'Assemblée nationale peut, à l'initiative d'au moins un cinquième des députés, voter une motion de censure constructive, la majorité absolue des députés étant alors requise pour son adoption. La motion doit prévoir un candidat au poste de Premier ministre, qui se voit élu en cas d'adoption du texte, tandis que le gouvernement entier est renversé.

### Affaires courantes
Lorsque son mandat s'achève pour cause de démission, de refus de confiance ou d'ouverture d'une nouvelle législature, le Premier ministre sortant expédie les affaires courantes jusqu'à l'élection de son successeur. Il ne peut modifier la composition de son gouvernement et son pouvoir réglementaire est restreint aux seules nécessités d'urgence.
Cependant, s'il est décédé, a perdu son droit de vote ou s'est vu frapper d'une incompatibilité, le ministre qu'il a désigné, ou le premier d'entre eux s'ils sont plusieurs dans ce cas, exerce, avec les restrictions précédemment évoquées, ses fonctions jusqu'à l'élection d'un nouveau chef du gouvernement

## Titulaires depuis 1990
L'actuel titulaire de ce poste est Viktor Orbán, de la Fidesz-Union civique hongroise (Fidesz-MPSz), depuis le 29 mai 2010.
Depuis sa création, en 1990, il a été occupé par sept personnes différentes. Viktor Orbán détient les deux records de longévité à ce poste, consécutive et non-consécutive.

## Compléments